# Kabardino-Balkarische Autonome Sozialistische Sowjetrepublik

Wappen der Kabardino-Balkarischen ASSR

Kabardino-Balkarien im Südwesten Russlands

Die Kabardino-Balkarische ASSR (russisch Кабардино-Балкарская АССР; Kabardino-Balkarische Autonome Sozialistische Sowjetrepublik) war eine autonome Sowjetrepublik in der Russischen Sozialistischen Föderativen Sowjetrepublik (RSFSR) innerhalb der Sowjetunion. Hauptstadt war Naltschik. Die 12.500 Quadratkilometer große Region liegt an der Nordseite des Kaukasus. Sie wurde Ende der 1980er-Jahre von etwa 900.000 Menschen bewohnt. Wichtigster Wirtschaftszweig war der Abbau von Rohstoffen wie Kohle, Eisen, Wolfram und Blei.
Die Republik wurde mit der Verfassung von 1936 am 5. Dezember 1936 gebildet. Sie geht zurück auf die am 1. September 1921 aus dem Kabardinischen Okrug der Sowjetischen Gebirgsrepublik gebildete Kabardinische Autonome Oblast, die bereits am 16. Januar 1922 des Balkarischen Okrugs der Gebirgsrepublik zur Kabardino-Balkarischen Autonomen Oblast erweitert wurde und ab 16. Oktober 1924 Bestandteil des Kraj Nordkaukasus war. 
Im April 1944 wurden die Balkaren von den sowjetischen Behörden der Kollaboration mit den Deutschen bezichtigt und im Rahmen der stalinistischen Zwangsmaßnahmen nach Zentralasien deportiert. Die Kabardino-Balkarische Autonome Sozialistische Sowjetrepublik wurde am 8. April 1944 in Kabardinische ASSR umbenannt. Mit der Rehabilitierung der Balkaren kam ab 11. Februar 1957 der frühere Name wieder in Verwendung. Nach dem Zerfall der Sowjetunion Ende 1991 wurde das Gebiet am 16. Mai 1992 als Republik Kabardino-Balkarien Teil der Russischen Föderation. 